# Stare Trzciano
Stare Trzciano [ˈstarɛ ˈtʂt͡ɕanɔ] est un village polonais de la gmina de Szudziałowo dans le powiat de Sokółka et dans la voïvodie de Podlachie. Il se situe à environ 7 kilomètres au sud-ouest de Szudziałowo, à 16 kilomètres au sud de Sokółka et à 33 kilomètres au nord-est de Białystok. 
Le village compte approximativement 10 habitants.